# 八草峠
八草峠（はっそうとうげ）は、滋賀県長浜市と岐阜県揖斐川町との境にある峠。

## 概要
標高750m。峠の名前はかつての村名に由来する。古くから近江国（滋賀県）と交流する際の重要な路線であった。かつては国道303号上であったが、八草トンネル (3,025m) の開通(2001年4月)に伴い旧道となった。

## 現況
八草トンネルの入り口付近に峠道路の入り口があるが岐阜県側の入り口には柵が、滋賀県側の入り口には強固なバリケードが設置されており、現在は廃道扱いとなっているが、酷道マニア、釣り、山菜取り、林業者が時々通行している。（八草峠の滋賀県側入り口および、八草峠上の県境付近において、落石・崩土・路肩欠損を理由とし、11月30日まで通行止めとの看板が掲げられている。ただし、この区間は例年12月1日より冬期閉鎖されているため、少なくとも冬期閉鎖解除となる翌年5月頃まで通行できない。）
全線にわたって落石、落ち葉、路面の亀裂、路肩決壊など、峠までの道路の状況は悪く通行には注意が必要である。冬期は2m以上の積雪があるため、その影響でほとんどのガードレールは損傷・欠落している。ガードレールのポストごと路肩が落ちている箇所も多数ある。峠より滋賀県側は崩落した部分を工事にて修復されていて軽車両及び普通自動車のコンパクトカークラスであれば金居原トンネル東側の入り口付近の三つ角を起点とする日の裏林道より途中の峠道に合流して峠まで到達することが出来る。しかし、岐阜県側は八草トンネル開通後は維持整備されていなくて2輪車及び徒歩なら通行可能かもしれないが、危険な道である。

峠には昭和45年の国道昇格記念碑及び地蔵が設置されている。峠からの展望は非常に良好である。岐阜県側には峠までの途中に八草村の記念碑が設置されている。

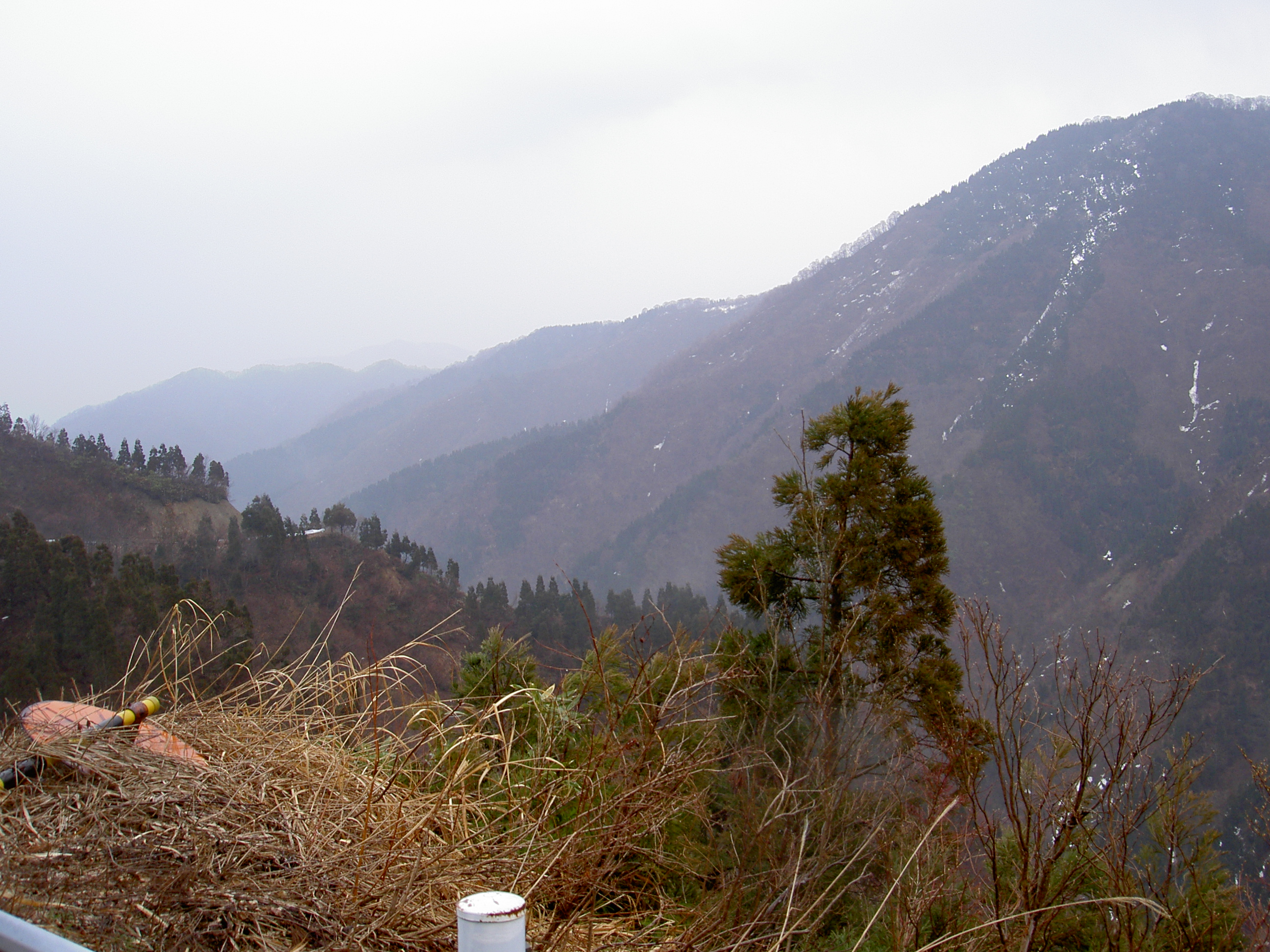
八草峠より岐阜県側の展望(一部)
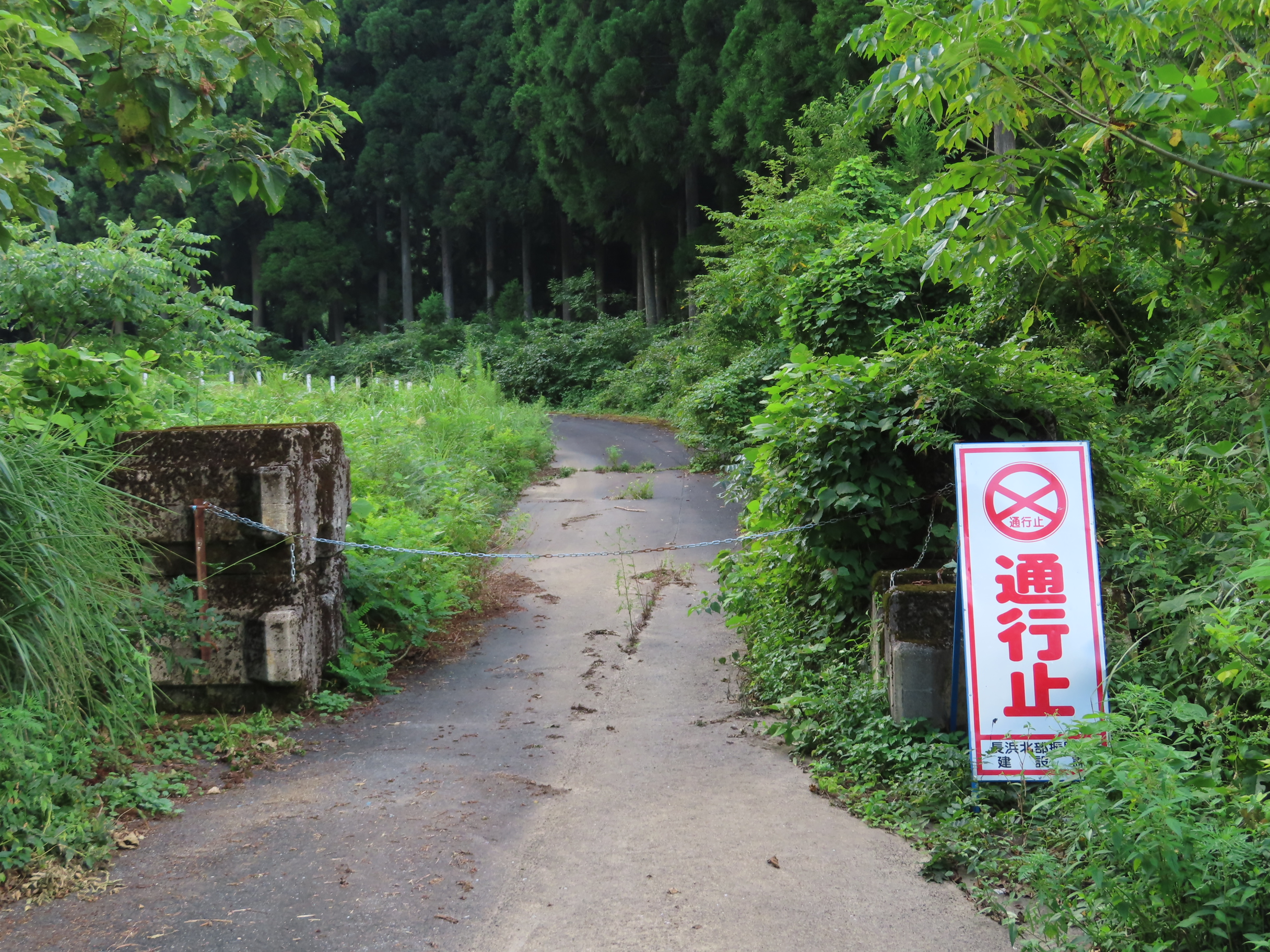
滋賀県側の閉鎖された出入口。